# غيمتشون سانغمو
نادي غيمتشون سانغمو لكرة القدم (بالكورية: 김천 상무 프로축구단) هو نادي كرة قدم كوري جنوبي يلعب في دوري كوريا الجنوبية.تأسس النادي في 1984 تحت اسم نادي سانغمو وفي 2021 أصبح الاسم نادي غيمتشون سانغمو.